# Vicent Castelló
Vicent Castelló (c. 1586-1636) fou un pintor valencià barroc, col·laborador dels Ribalta i d'estil semblant. De fet la seua figura va romandre en l'oblit, en part per la falta de documentació, per la forta personalitat de Francesc i Joan Ribalta.
Fill de Salvador Castelló, pintor i natural de Puebla de Alfindén, aquest es traslladà a València el 1585, el mateix any es casa amb Jerònima Comes, filla del també pintor Jeroni Comes. Salvador Castelló treballà per al patriarca Ribera fins al 1601, any en què, davant la manca de dades, fa pensar que mor o bé que es trasllada a Algemesí per a treballar amb Francesc Ribalta. Seri en aquest moment quan Vicent Castelló s'integraria al taller de Ribalta, on quedaria unit per llaços artístics i familiars, en contraure matrimoni amb una de les seues filles.
En la seua formació influiria el "manierisme" escorialenc de Ribalta d'Algemesí, açò es veuria en algunes parts del retaule de les Santes Justa i Rufina a l'església de l'Assumpció d'Alaquàs. Pintat entre 1610 i 1612 incorpora composicions amb escorços exagerats.
Castelló es matricula al Col·legi de Pintors de València, amb el seu germà, el 4 d'octubre de 1616. Igual que el seu cunyat Joan, s'interessà per les formes pictòriques presentades per Pedro Orrente el 1616 a València, cosa que es fa evident en l'Adoració dels pastors i la seua parella, el Martiri de Santa Caterina, on insisteix en els escorços manieristes i en una variada escala de figures.
Les pròximes notícies de Vicent Castelló ens remeten a l'àrea de Sogorb, treballant amb Joan Ribalta i Abdó Castañeda. Pinten dos quadres per a la capella de la Comunió de la catedral de Sogorb, i diversos treballs per a la cartoixa de Valldecrist, on una Apoteosi de Sant Bru (avui al Museu de Castelló) sembla sortida de les mans de Vicent. Temps després el grup realitzaran dos conjunts pictòrics sota el patrocini del bisbe Pere Ginés de Casanova, són les pintures dels altars de l'església del monestir de les agustines de Sant Martí de Sogorb i a les pintures del conjunt d'Andilla. Acabat el treball a Andilla tornaria a València amb Joan Ribalta, i posteriorment col·laboraria amb Francesc i Joan Ribalata en l'execució del retaule major de la cartoixa de Portaceli.
L'any 1628 moren Francesc Ribalta i el seu fill Joan, desapareixent el seu taller, un any després es produiria la mort d'Abdó Castañeda. A aquest període correspon la seua tela Sant Miquel Arcàngel de l'Ajuntament de València, composició popular atenent a les còpies fetes. cap al 1630 torna a Sogorb i estableix contacte de nou amb el bisbe Pere Ginés. Aquest en fer testament el 1635 deixà assignada una quantitat a Castelló perquè pintara el quadre del Sopar de la capella del Sacrament de la catedral de Sogorb. Són les últimes dades de les quals es té notícia de Vicent Castelló.